# الدستور الفرنسي لعام 1793
كان دستور عام 1793 (بالفرنسية: Acte constitutionnel du 24 juin 1793)، المعروف أيضًا باسم دستور العام الأول أو دستور مونتانيارد، الدستور الثاني الذي اعتُمد واستُخدم إبان الثورة الفرنسية خلال فترة حكم الجمهورية الأولى. أعده المونتانيارديون، بصفة رئيسية ماكسميليان روبسبيار ولويس أنطوان دي سانت جاست، وكان الهدف منه أن يحل محل النظام الملكي الدستوري لعام 1791 ومشروع دستور الجيروندين. وعدت الوثيقة الجديدة، مع الخطط الشاملة للدمقرطة وإعادة توزيع الثروة، بحدوث تغيير كبير في أهداف الثورة، المعتدلة نسبيًا، في السنوات السابقة.
لم تُنفذ، مع ذلك، الأحكام الراديكالية للدستور. أوقفت الحكومة ظاهريًا العمل به، بسبب الحاجة إلى توظيف إجراءات الطوارئ في الحرب، وذلك خلال حرب الاستقلال الفرنسية. من شأن هذه الصلاحيات الطارئة أن تسمح للجنة السلامة العامة بتسيير العمل في عهد الإرهاب، وقد أُلغي الدستور، عندما انتهت تلك الفترة من القتال السياسي العنيف، لارتباطه مع المهزوم ماكسميليان روبسبيار. أُلغي العمل به، خلال رد فعل ترميدورين، لصالح وثيقة أكثر تحفظًا، وهي دستور 1795.

## نبذة تاريخية
كُلف، في 11 ديسمبر 1792، جاك بيير بريسو، وجيروم بيتيون دي فيلنوف، وماركيز دي كوندورسيه، وبيير فيكتورنيان فيرغنو، وأرماندو جوسنيه، وباين، وإيمانويال جوزيف سياس، وبرتراند بارر، وجورج دانتون بإعداد دستور جديد. كان أول ستة أشخاص من الجيروندين وأعداءً لروبسبيار. تقدم برتراند بارر، في 19 ديسمبر، بدراستهم الأولى. قدموا مسودة للدستور في مؤتمر يوم 15 فبراير 1793. دعا روبسبيار، في 27 فبراير، اليعاقبة لدراسة المسودة. ناقش المؤتمر، في الفترة منذ 15 إلى 17 أبريل، إعلان حقوق الإنسان والمواطن لعام 1793، وهي وثيقة سياسية فرنسية سبقت أول دستور جمهوري للبلاد. عارض روبسبيار، يوم 19 أبريل، المادة رقم 7. ناقش المؤتمر، في 22 أبريل، المادة رقم 29: حق المقاومة. اقترح روبسبيار، في 24 أبريل، بعض التغييرات الهامة على الملكية. قرأ روبسبيار، يوم 27 أبريل، الإعلان في نادي اليعاقبة.

## الاعتماد
اختار المؤتمر الوطني، في 2 يونيو 1793، بعد تمرد وسقوط الجيرونديون، لويس سانت جاست، وعدد من النواب الآخرين للعمل في لجنة من شأنها صياغة نظام حكومي جديد للجمهورية الوليدة. كان القصد من الدستور الجديد إلغاء دستور عام 1791، المستند إلى مبادئ الملكية الدستورية التي عفا عليها الزمن بعد إعدام الملك لويس السادس عشر. ضُم القائمون على صياغة النصوص إلى لجنة النخبة للسلامة العامة من أجل تعظيم مصادر تشريعهم. أوضح المؤتمر إليهم مدى أهمية عملهم، فعليهم إكماله «في أقصر وقت ممكن».
استغرق العمل ثمانية أيام. قُدمت وثيقة دستورية كاملة إلى المؤتمر في 10 يونيو 1793. وافق عليها المؤتمر في 24 يونيو وطُرحت لاستفتاء عام. كان التصويت، الذي جرى في إطار حق الاقتراع العام للذكور، انتصارًا شعبيًا مدويًا للدستور الجديد، إذ حصل على موافقة 1,784,377 من أصل 1,800,000 ناخب تقريبًا.
أضاف الدستور حقوقًا أكثر من تلك التي في إعلان حقوق الإنسان والمواطن لعام 1789، إذ تضمن العديد من الحقوق، فأعلن سيادة الشعب على السيادة الوطنية. أضاف العديد من الحقوق الاقتصادية والاجتماعية الجديدة، من بينها الحق في تكوين الجمعيات، والحق في العمل والمساعدة العامة، والحق في التعليم العام، والحق في التمرد (حق التمرد عندما تنتهك الحكومة حق الشعب)، وإلغاء الرق، وكل تلك الحقوق مدونة في ما عُرف باسم إعلان حقوق الإنسان والمواطن لعام 1793.